# Dolichostethus angolensis
Dolichostethus angolensis är en skalbaggsart som beskrevs av Franz Antoine 1991. Dolichostethus angolensis ingår i släktet Dolichostethus och familjen Cetoniidae. Inga underarter finns listade i Catalogue of Life.